# Episcythrastis tabidella
Episcythrastis tabidella — вид лускокрилих комах з родини вогнівок (Pyralidae).

## Поширення
Вид поширений в Іспанії, Франції, Албанії, Північній Македонії, Болгарії і Туреччині, а також на Сардинії та Корсиці.